# Ernst Klee
Ernst Klee (ur. 15 marca 1942 we Frankfurcie nad Menem, zm. 18 maja 2013 tamże) – niemiecki dziennikarz i pisarz. Znany jest z ujawniania i dokumentacji zbrodni medycznych z czasów III Rzeszy, zwłaszcza związanych z Akcją T4.

## Wybrane nagrody
- 1971: Kurt-Magnus-Preis of ARD
- 1981: Nagroda telewizyjna Deutsche Akademie der Darstellenden Künste
- 1982: Adolf-Grimme-Preis
- 1997: Geschwister-Scholl-Preis
- 2001: Goetheplakette der Stadt Frankfurt am Main
- 2007: Wilhelm-Leuschner-Medaille